# Алън Пинкертън
Алън Пинкертън (на английски: Allan Pinkerton) е американски детектив и разузнавач от Шотландия, станал световноизвестен с основаната от него в САЩ Национална детективска агенция Пинкертън – първата детективска агенция в САЩ.

## Биография

### Ранни години
Пинкертон е роден на 21 юли 1819 година в Глазгоу, Шотландия, в семейството на Уилям Пинкертон и съпругата му Изабел Маккуин. На мястото, където е била къщата на семейството, сега е издигната Централната джамия на Глазгоу.
Като млад се занимава в търговия с мед. Пинкертон се жени тайно за певицата Джоан Карфре в Глазгоу на 13 март 1842 година, като бракосъчетанието е направено преди да имигрира за Америка, когато е на 23 години.
През 1849 г. Пинкертон е обявен за първия детектив в Чикаго, щата Илинойс. През 1850 година в партньорство с чикагския адвокат Едуард Ръкър сформира „Северозападна полицейска агенция“, която по-късно става известна като Национална детективска агенция Пинкертън, съществуваща и днес като „Пинкертон Консултинг и Разследвания“, дъщерно дружество на „Секюритас AB“.
Логото на детективската агенция Пинкертън е широко отворени очи с надпис „Ние никога не спим“. В онези години САЩ се разраства по територия, а железопътният транспорт се развива. Агенция Пинкертън е наета и разрешава поредица от влакови грабежи през 1850 г., след като Алън Пинкертон работи в контакт с генерал Джордж Макклелан и Ейбрахам Линкълн.

### Гражданска война в САЩ
Преди да застане на страната на съюзническата армия по време на Гражданската война в САЩ Пинкертън развива няколко техники за разследване, които се използват и до днес. Сред тях са така наречените „сенки“ (наблюдение на заподозрян) и „влизане в роля“ (работа под прикритие).
След избухването на Гражданската война Пинкертон служи като ръководител на Съюзната разузнавателна служба в периода 1861 – 1862 г. и разкрива предполагаем заговор за убийството на Линкълн в град Балтимор, Мериленд на път към церемонията по встъпване в длъжност. Служители на неговата агенция често работят под прикритие като войници на Конфедерацията и симпатизанти на южняците в опит да се съберат данни за военното разузнаване. Пинкертон сам участва в няколко такива мисии под прикритие, носейки името майор Ей Джей Алън. След като напуска тази служба, Пинкертон е наследен като ръководител на разузнавателните служби от Лафайет Бейкър. Тази разузнавателна служба е предшественик на щатските тайни служби, които съществуват и до днес под името US Secret Service.

### Следвоенни години
След добрата си служба в Съюзната армия Алън Пинкертон продължава с преследване на влаковите разбойници, като Ганг Рено и известния разбойник Джеси Джеймс. Той първоначално е нает от железопътна компания с основната цел да открие и залови Джеймс. След като Пинкертон не успява да го залови, Железопътната копания оттегля своята финансова подкрепа. Въпреки това Пинкертон продължава да следи Джеси Джеймс за своя сметка. След като Джеси Джеймс е предателски убит от братята Форд, става ясно, че сред младите агенти под прикритие на Пинкертон е имал глупостта да се опита да се внедри в бандата, но скоро е разкрит и убит. Тази случка Алън Пинкертън приема като един от най-големите си неуспехи.
Друга популярна работа на Пинкертън и неговата агенция е противопоставянето на синдикатите. През 1872 г. испанското правителство наема Пинкертон, за да задържи революционери в Куба, искащи да се сложи край на робството и гражданите да придобият право на глас.

## Смърт
Преди смъртта си разработва система, която да събира цялата информация от регистрите за съдимост и полицейски доклади, правейки база данни, използвана и до днес, поддържана от ФБР.
Алън Пинкертън умира в Чикаго на 1 юли 1884 година. Причината за смъртта му е инцидент, при който Пинкертон се подхлъзва на тротоара и прехапва езика си, което води до смъртоносна гангрена. Други доклади от онова време дават различни противоречиви причини за смъртта му, като например инсулт (след като вече е оцелял от друг няколко години по-рано) или малария, която е хванал по време на пътуване до южната част на САЩ.
Пинкертон е погребан в гробището Грейсланд, Чикаго.